# Głębowice (Petite-Pologne)
Pour les articles homonymes, voir Głębowice.
Głębowice est une localité polonaise de la gmina d'Osiek, située dans le powiat d'Oświęcim en voïvodie de Petite-Pologne.